# André Hansen
André Hansen (ur. 17 grudnia 1989 w Oslo) – piłkarz norweski grający na pozycji bramkarza. Od 2015 jest zawodnikiem klubu Rosenborg BK.

## Kariera klubowa
Swoją karierę piłkarską Hansen rozpoczął w klubie Bjerkealliansen. W 2004 roku został zawodnikiem Skeid Fotball. W 2006 roku zadebiutował w nim w norweskiej 2. divisjon. W 2007 roku został wypożyczony do innego klubu z tej ligi, Kjelsås IL. W 2008 roku wrócił do zespołu Skeid i grał w nim przez sezon.
W 2009 roku Hansen przeszedł do grającego w Tippeligaen, Lillestrøm SK. Swój debiut w nim zaliczył 30 kwietnia 2009 w przegranym 1:3 wyjazdowym meczu z SK Brann. W tym samym roku wypożyczono go do islandzkiego Reykjavíkur. Swój debiut w KR zanotował 26 sierpnia 2009 w zwycięskim 3:0 domowym meczu z Vestmannaeyja. W 2010 roku wrócił do Lillestrøm, gdzie był rezerwowym.
W 2011 roku Hansen został zawodnikiem klubu Odds BK. Zadebiutował w nim 20 marca 2011 w przegranym 0:2 domowym spotkaniu z IK Start. W Odds stał się podstawowym bramkarzem. W 2014 roku wystąpił z nim w przegranym 0:2 finale Pucharu Norwegii z Molde FK.
W 2015 roku Hansen przeszedł do Rosenborga Trondheim. Swój debiut w nim zanotował 6 kwietnia 2015 w zwycięskim 5:0 domowym meczu z Aalesunds FK.
| Sezon | Klub          | Kraj     | Rozgrywki   | Mecze | Bramki |
| ----- | ------------- | -------- | ----------- | ----- | ------ |
| 2006  | Skeid Fotball | Norwegia | 2. divisjon | 1     | 0      |
| 2007  | Kjelsås IL    | Norwegia | 2. divisjon | 7     | 0      |
| 2008  | Skeid Fotball | Norwegia | 2. divisjon | 20    | 0      |
| 2009  | Lillestrøm SK | Norwegia | Tippeligaen | 2     | 0      |
| 2009  | Reykjavíkur   | Islandia | Úrvalsdeild | 8     | 0      |
| 2010  | Lillestrøm SK | Norwegia | Tippeligaen | 1     | 0      |
| 2011  | Odds BK       | Norwegia | Tippeligaen | 30    | 0      |
| 2012  | Odds BK       | Norwegia | Tippeligaen | 29    | 0      |
| 2013  | Odds BK       | Norwegia | Tippeligaen | 23    | 0      |
| 2014  | Odds BK       | Norwegia | Tippeligaen | 29    | 0      |
| 2015  | Rosenborg BK  | Norwegia | Tippeligaen | 28    | 0      |

## Kariera reprezentacyjna
W reprezentacji Norwegii Hansen zadebiutował 1 grudnia 2013 roku w zremisowanym 0:0 towarzyskim meczu z Zambią, rozegranym w Ndoli.